# Villa San Giovanni in Tuscia
Villa San Giovanni in Tuscia – miejscowość i gmina we Włoszech, w regionie Lacjum, w prowincji Viterbo.
Według danych na rok 2004 gminę zamieszkiwały 1164 osoby, 232,8 os./km².